# Stazione di Cuma
Stazione di Cuma vasútállomás Olaszországban, Pozzuoli településen.

## Vasútvonalak
Az állomást az alábbi vasútvonalak érintik:
- Circumflegrea-vasútvonal

## Kapcsolódó állomások
A vasútállomáshoz az alábbi állomások vannak a legközelebb:
- Stazione di Lido Fusaro (Stazione di Torregaveta, Circumflegrea-vasútvonal)
- Stazione di Marina di Licola (Stazione di Montesanto (SEPSA), Circumflegrea-vasútvonal)